# شينجي تاكيدا
شينجي تاكيدا (باليابانية: 武田真治) هو موسيقي وعازف الجاز وعازف ساكسفون وممثل ياباني، ولد في 18 ديسمبر 1972 في اليابان.

## وصلات خارجية
- شينجي تاكيدا على موقع IMDb (الإنجليزية)
- شينجي تاكيدا على موقع ألو سيني (الفرنسية)
- شينجي تاكيدا على موقع ميوزك برينز (الإنجليزية)
- شينجي تاكيدا على موقع أول موفي (الإنجليزية)
- شينجي تاكيدا على موقع قاعدة بيانات الأفلام السويدية (السويدية)
- شينجي تاكيدا على موقع ديسكوغز (الإنجليزية)
- شينجي تاكيدا على موقع قاعدة بيانات الفيلم (الإنجليزية)
- شينجي تاكيدا على موقع كينوبويسك (الروسية)
- شينجي تاكيدا على موقع ANN person (الإنجليزية)